# Problepsis apollinaria
Problepsis apollinaria là một loài bướm đêm trong họ Geometridae.